# CD Unidad Malabo
Der Club Deportivo Unidad Malabo (kurz: Deportivo Unidad) ist ein Fußballverein aus der äquatorialguineischen Hauptstadt Malabo.

## Geschichte
In den Jahren 1999 und 2000 feierte CD Unidad Malabo mit dem Gewinn des nationalen Pokals die größten Erfolge seiner Vereinsgeschichte. In der Saison 2000/01 nahm man trotz sportlicher Qualifikation nicht am African Cup Winners’ Cup teil, in der Folgesaison scheiterte der Verein bereits in der Vorrunde gegen den gabunischen Vertreter AO Evizo (1:5, 0:1).

## Erfolge
- Äquatorialguineascher Pokalsieger: 1999, 2000

## Statistik in den CAF-Wettbewerben
| Saison  | Wettbewerb               | Runde    | Gegner           | Gesamt | Hin     | Rück    |
| ------- | ------------------------ | -------- | ---------------- | ------ | ------- | ------- |
| 2001/02 | African Cup Winners’ Cup | Vorrunde | AO Evizo         | 1:6    | 0:1 (A) | 1:5 (H) |
| 2018/19 | CAF Confederation Cup    | Vorrunde | ASSM Elgeco Plus | 3:4    | 1:3 (A) | 2:1 (H) |